# Душанка Цвијовић
Душанка Цвијовић Шана је српска позоришна и филмска глумица.

## Биографија
Душанка Цвијовић је током 80-их година 20. века играла у филмовима Оркестар једне младости и Кућа поред пруге, који су снимани у Краљеву. Након тога се превасходно посветила позоришној каријери, док је краљевачки театар тада имао аматерски статус. Са ансамблом матичног позоришта учествовала је на „Нушишевим данима“ у Смедереву, 1994. године. Недуго затим, крајем 1996, Душанка је услед несугласица са тадашњом управом, престала да игра и посветила се својој школи глуме. Оснивањем позориштанца „Здраво да сте“, режирала је већи број дечјих представа, са којима је учестовала на различитим фестивалима. Радом са децом бавила се наредних девет година, али је услед реорганизације позоришта и недостатка простора за пробе у потпуности прекинула такав подухват. Касније се посветила угоститељству, али је наставила да учествује у културно-уметничким програмима.

## Филмографија
| Год.  | Назив                   | Улога |
| ----- | ----------------------- | ----- |
| 1985. | Оркестар једне младости |       |
| 1988. | Кућа поред пруге        |       |

## Награде и признања
- Награда за најбољу епизодну улогу у представи Школа за жене на Савезном фестивалу аматерских позоришта у Врању, 1992. године[9]
- Награда за улогу Шарлоте Иванове у представи Вишњик, редитеља Небојше Дугалића,[10] на Републичком фестивалу у Кули, 1996. године[11]